# Somerville College
Il Somerville College è uno dei collegi costituenti l'Università di Oxford. Fondato nel 1879, era originariamente aperto solo alle donne. creato allo stesso tempo del Lady Margaret Hall (un collegio fortemente anglicano) per aumentare il numero di studentesse ad Oxford, il Somerville aveva nelle origini un'impostazione meno religiosa, e fu dedicato alla memoria di Mary Somerville, una matematica scozzese scomparsa in quegli anni.
Durante la prima guerra mondiale fu temporaneamente convertito in un ospedale, nel quale anche Robert Graves e Siegfried Sassoon furono pazienti.
Il collegio fu aperto agli uomini a partire dal 1992.